# Charles Gubser
Charles Samuel Gubser (ur. 1 lutego 1916 w Gilroy, zm. 20 sierpnia 2011 we Fresno) – amerykański polityk, członek Partii Republikańskiej.

## Działalność polityczna
Od 1951 zasiadał w Zgromadzeniu Stanowym Kalifornii. W okresie od 3 stycznia 1953 do 31 grudnia 1974, kiedy zrezygnował, przez jedenaście kadencji był przedstawicielem 10. okręgu wyborczego w stanie Kalifornia w Izbie Reprezentantów Stanów Zjednoczonych.